# Опеченский Посад
Опе́ченский Поса́д — село в Боровичском районе Новгородской области, административный центр Опеченского сельского поселения.
Опеченский Посад находится на правом берегу реки Мсты, к юго-востоку от Боровичей. На противоположном берегу — деревня Опеченский Рядок.

## История

Старинная карта Боровицких порогов от Опеченского Посада до села Ровно. 1820-1824 гг.

Указом от 22 июня 1820 года селение Опеченский Рядок Боровичского уезда было переименовано в Опеченский Посад, до этого момента населённый пункт назывался также и Опеченская Пристань. Опеченский Посад был важным лоцманским центром Вышневолоцкой водной системы.
7 июня 1785 года на Опеченскую пристань прибыла  поздно вечером и ночевала в доме директора «Боровицкой водяной коммуникации» русская Императрица Екатерина Великая. Здесь её ожидал ранее прибывший сюда гофмаршал князь А.С. Барятинский, а также вице-адмирал П.И. Пущин и «находящийся при собственных Её Императорского Величества судах флота капитан Мосолов». Дом не сохранился, на его месте расположен памятный знак.

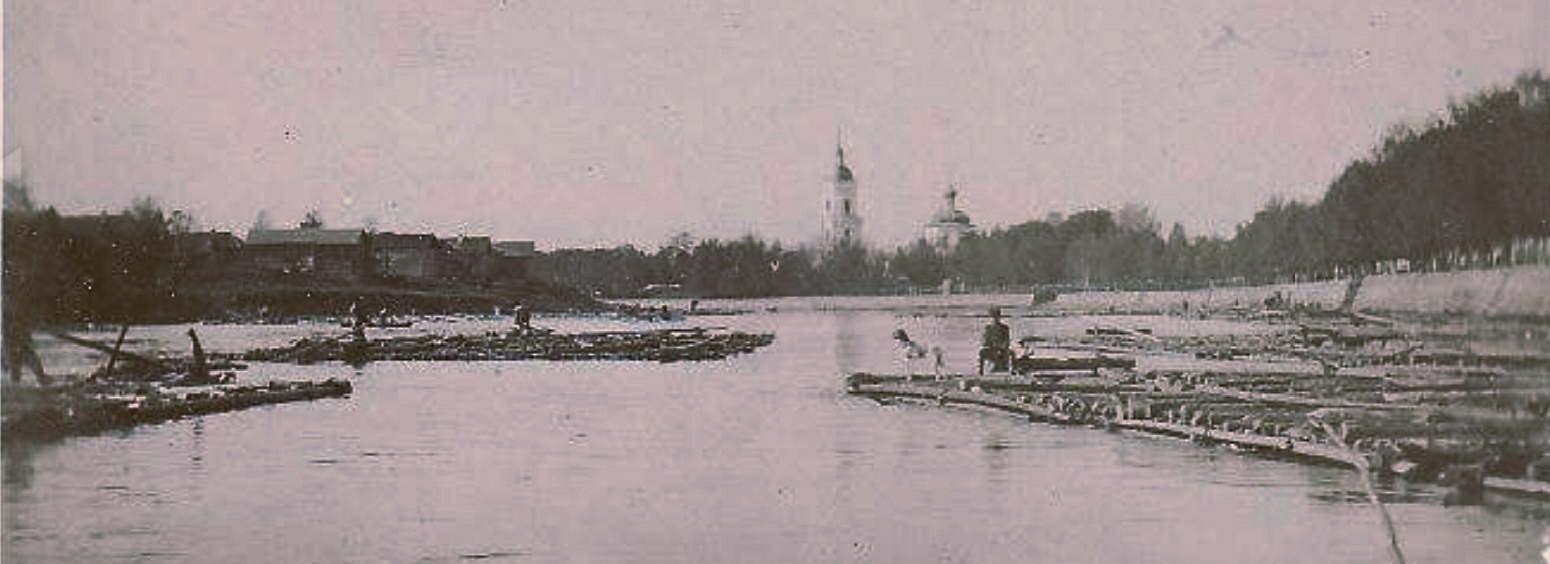
Опеченский посад и плоты на Мсте. Каменная набережная и церковь Успения

«...В Посаде живут учреждённые Петром лоцманы в опрятных двухэтажных домах, на мещанских правах..., народ солидный, осанистый, здоровый и крепкий, знающий себе цену и очень разумный...» (С. В. Максимов «Куль хлеба», гл.12 «В каналах»). «...Ни одно сословие простонародья не живёт так привольно, как лоцманы этих мест», - писал Н. А. Некрасов в романе «Три страны света» (гл. «Опеченский Посад»).

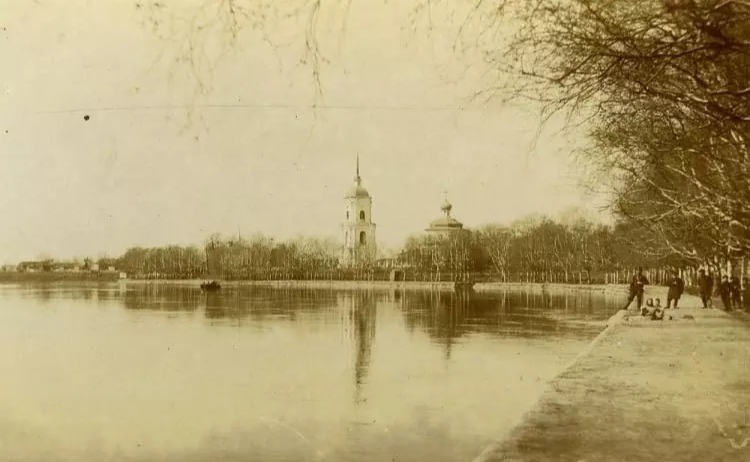
Опеченский посад. Каменная километровая и церковь Успения.

В Боровичском уезде Новгородской губернии Опеченский Посад был центром Опеченской волости. В 1927 году в составе Боровичского округа Ленинградской области был образован Опеченский район, а Опеченский Посад стал административным центром района. С 1931 по 1939 год район был упразднён. С 1944 года район входит в состав Новгородской области. По Всесоюзной переписи населения СССР 1959 года в Опеченском районе проживали 15 753 человека, а в селе Опеченский Посад 1362 человека. В соответствии с Указом Президиума Верховного Совета РСФСР от 17 ноября 1960 года и решением Новгородского облисполкома от 18 ноября 1960 года Опеченский район был упразднён с передачей его территории в состав Боровичского района и Мошенского районов.

## Достопримечательности
- В 1764 году на месте деревянной церкви в селе был выстроен каменный трёхпрестольный однокупольный Успенский храм. После ареста в конце 1937 года служивших здесь протоиереев Александра Секундова и Михаила Соболева (оба расстреляны в г. Боровичи 8 января 1938 года) храм был закрыт, и в нём разместили цех Ёгольской трикотажной фабрики. В 1940—1941 гг. колокольня Успенского храма была разобрана на кирпич. Храм был вновь открыт в 1994 году[5].
- Большой каменный мост и каменная 800-метровая набережная 1824 года постройки с остатками причальных тумб, на которой происходила посадка пороговых лоцманов и рулевых команд на суда каравана для проскока Боровицких порогов по сбросу воды из озера Мстино[6].
- Памятный знак о пребывании и ночевке в 1785 году Екатерины II на месте дома управляющего Боровицких порогов.
- Могила замечательного русского писателя Засодимского Павла Владимировича. Последние годы его жизни прошли в Новгородской губернии. Здесь он и умер в 1912 году. Его могила находится в селе Опеченский Посад, у стен церкви Успения Пресвятой Богородицы.
- В 1973 году местным любителем природы Ушановым Семёном Андреевичем в Опеченском посаде был заложен дендропарк, в котором к настоящему времени произрастает более 160 видов деревьев и кустарников. Решением Исполкома Опеченского сельского совета от 12 июля 1984 года за № 7 дендропарку присвоен статус памятника природы регионального значения. Памятник охраняется государством[7].
- От Опеченского Посада до Ёглы проходит Природоохранная зона «Горная Мста». Здесь расположены самые крупные пороги Мсты[8].

## Население
| 1959 | 2010 |
| ---- | ---- |
| 1362 | ↘958 |